# الأزركية
الأزركية هي قرية واقعة في العراق محافظة الأنبار، وعلى وجه التحديد في الغرب من مدينة الفلوجة وعلى نهر الفرات.ما الضفاف الجنوبية لنهر الفرات فتقع عليها قرية الحلبيسة.
حدث قتال عنيف في المنطقة عام 2016، وذلك خلال هجوم الأنبار ومعركة الفلوجة الثالثة، وكانت المعركة بين الجيش العراقي ومسلحي داعش. وفي 4 يونيو/حزيران، قتل عشرون جنديًا عراقيًا ومقاتلًا قبليًا سنيًا في تفجير سيارة مفخخة بمنطقة طريق الأزركية الرئيسي، حدث ذلك، عندما كانت القوات العراقية تعمل على غلق الطوق على الفلوجة بعد السيطرة على منطقة الصقلاوية القريبة منها.